# 토드 하워드
토드 하워드(Todd Howard)는 미국의 비디오게임 디자이너, 감독, 프로듀서다. 현재 베데스다 게임 스튜디오에서 감독과 총괄 프로듀서에 주업하고 있으며, 이곳에서 《폴아웃》과 《엘더 스크롤》 시리즈의 개발을 추동했다.

## 어린 시절
토드 하워드는 아주 어릴 적부터 컴퓨터, 그 중에서도 특히 비디오게임에 대한 관심을 키워왔었다. 그는 《위저드리》와 《울티마 III: 엑소더스》가 장차 자신의 게임에 영감을 줄 것이라고 생각했다. 1989년 펜실베니아 주 엠마우스에 있는 엠마우스 고등학교를 졸업했다. 1993년 버지니아주 윌리엄스버그에 있는 윌리엄 & 메리 대학을 졸업한다. 이곳에서, 그는 비디오 게임에 대한 열망에도 불구하고, "대학을 가장 쉽게 졸업할 수 있을 것 같아"서 공학과 재정을 전공으로 삼았다. 《웨인 그레츠키 하키》를 플레이한 연후, 하워드는 학교 통학 때마다 항상 닥뜨리던 베데스다 소프트웍스 사무실에 들러 일자리를 요구했다. 그는 거절당했으며, 학교 졸업이 우선시되어야 한다는 말을 들었다. 학교 졸업 후에도 베데스다에 들렀지만, 다시 거절되었다.

## 경력

### 베데스다 소프트웍스
1994년, 하워드는 베데스다 소프트웍스에 입사했다. 그가 이곳에서 처음 게임 개발에 참사했던 것은, 프로듀서 겸 디자이너를 맡은 《더 터미네이터: 퓨처 쇼크》와 《스카이넷》이었다. 1996년 발매된, 《엘더스크롤 II: 대거폴》에서의 디자인 참여가 그 꼬리를 물었다. 1998년 발매된 《엘더스크롤 어드벤처: 레드가드》에서는, 프로젝트의 주모자 겸 디자이너를 맡았다. 그다음 프로젝트 《엘더스크롤 III: 모로윈드》 및 그 확장팩에서도 주모자 겸 디자이너를 역임했다. 《엘더스크롤 IV: 오블리비언》 및 그 다운로드 가능 콘텐츠의 창작에서도 추동적인 역을 수행했다. 그 이후 《폴아웃 3》의 게임 감독 겸 총괄 프로듀서를 맡았다. 그는 《엘더스크롤》 게임군의 철학에 대해, 사람들이 "다른 세계에서, 다른 삶을 살게 하는(live another life, in another world)" 것이라고 말했다. 《엘더스크롤》 시리즈로 귀환, 2011년 11월 발매된 시리즈의 다섯째 작 《엘더스크롤 V: 스카이림》의 개발을 다시 추동했다. 2015년 6월 3일 첫 공식 예고편이 공개된 《폴아웃 4》에서, 하워드는 감독을 맡았다. 이후 E3 쇼케이스에서 처음 공개 발표된 베데스다 게임 스튜디오 최초의 휴대기기용 게임 《폴아웃 셸터》에서 감독을 역임했다.

### 연설자
하워드는 게임산업 내 행사에서 자주 연설자로 나서며 자주 잡지 인터뷰도 한다. 그가 참여한 게임들은 《뉴스위크》, CNN, 《USA 투데이》, 《더 투데이 쇼》에서 소개되기도 했다.
2009년 D.I.C.E. 서밋에서 개발자들 앞에 서서, 게임 개발의 세 가지 규칙을 강연했다.
- 훌륭한 게임은 만들어지는 게 아니고, 플레이되는 것이다(Great games are played, not made). "아주 뛰어난 설계안을 만들 수 있어도, 어차피 게임을 플레이하는 순간 그 중 9할은 변경해야 한다(You can have the greatest design document ever made, and you're going to change 90 percent of it as soon as you play the game)."
- 단순함을 유지해라(Keep it simple). "무언가 좋은 것을 만드는 데는, 당신 생각 이상으로 시간이 많이 걸린다. 단순한 시스템이 함께 동작할 때 창조되는 복잡함이야말로, 플레이어가 고개를 끄덕이게 할 수 있다(Doing something really well takes time, more time than you think it will. Simple systems acting together create complexity that players can appreciate)."
- 경험을 확립해라(Define the experience). "불릿점 따위로 게임을 정의내리지 마라... 사람들에게 주고 싶은 경험으로써 정의하라(Don't define your game by a list of bullet points... define it by the experience you want people to have)."[8]

하워드는 2012년 D.I.C.E. 서밋에서 기조연설자로 강단에 올랐다. 그는, 개발자들에게 통계와 이용자층 중과(installed base)를 무시하고, 열정을 따르라고 충고했다. "이용자층의 많고 적음이 정말 관건이었다면, 우리는 지금껏 보드 게임이나 만들었을 겁니다. 차고 넘치는 게 탁자니까요(if install base really mattered, we'd all make board games, because there are a lot of tables)."

## 표창
2009년 《게임프로》지의 지난 20년간 "가장 영향력 있는 게임 내 인물 20인"에 꼽혔으며, 《IGN》 선정 "역대 최고의 게임 개발자 100인"에도 이름이 올라갔다.
하워드는 아카데미 오브 인터랙티브 아트 & 사이언스에 의해 "최고의 게임 감독"으로 뽑혔다. 2014년 독일의 게임에 대한 평생공로상인 명예 라라상(Lara of Honor)을 수상했다. 올해의 게임 시상식에서 네 번(《엘더스크롤 IV: 오블리비언》, 《폴아웃 3》, 《엘더스크롤 V: 스카이림》, 《폴아웃 4》) 거푸 우승한 굴지의 개발자이기도 하다.

## 작품
| 연도 | 제목                                 | 역할                             |
| ---- | ------------------------------------ | -------------------------------- |
| 1995 | 더 터미네이터: 퓨처 쇼크             | Production, additional design    |
| 1996 | 스카이넷                             | Production, design               |
| 1996 | 엘더 스크롤 II: 대거폴               | Additional design                |
| 1998 | 엘더 스크롤 어드벤처스: 레드가드     | Project leader, design, writing  |
| 2002 | 엘더 스크롤 III: 모로윈드            | Project leader, original concept |
| 2003 | 엘더 스크롤 III: 블러드문            | Executive producer               |
| 2004 | 엘더 스크롤 트래블스: 섀도키         | Executive producer               |
| 2006 | 엘더 스크롤 IV: 오블리비언           | Executive producer               |
| 2007 | 엘더 스크롤 IV: 쉬버링 아일즈        | Executive producer               |
| 2008 | 폴아웃 3                             | Game director                    |
| 2011 | 엘더 스크롤 V: 스카이림              | Game director                    |
| 2012 | 엘더 스크롤 V: 스카이림 – 던가드     | Game director                    |
| 2012 | 엘더 스크롤 V: 스카이림 – 허스파이어 | Game director                    |
| 2012 | 엘더 스크롤 V: 스카이림 – 드래곤본   | Game director                    |
| 2015 | 폴아웃 셸터                          | Executive producer               |
| 2015 | 폴아웃 4                             | Game director                    |
| 2018 | 폴아웃 76                            | Executive producer               |
| 2019 | 엘더 스크롤: 블레이즈                | Executive producer               |
| 2023 | 스타필드                             | Game director                    |
| TBA  | 엘더 스크롤 VI                       | Game director                    |
| TBA  | Untitled Indiana Jones project       | Executive producer               |
| TBA  | 폴아웃 5                             | Game director                    |